# Acanthonevra varipes
Acanthonevra varipes es una especie de insecto del género Acanthonevra de la familia Tephritidae del orden Diptera.

## Historia
Chen la describió científicamente por primera vez en el año 1948.